# La Comercial (Montevideo)
La Comercial es un barrio de Montevideo, Uruguay. Tiene por límites la calle La Paz (al Sur), el Bulevar Artigas (al Este), la calle Juan José de Amézaga (al Norte) y la calle Martín C. Martínez (al Oeste). La Comercial está rodeada por los siguientes barrios montevideanos: Cordón (al sur), La Blanqueada (al este), Jacinto Vera (al norte) y Villa Muñoz (al oeste).
La mayoría de las casas del barrio son de una planta, y tienen muchos años de construidas. En sus orígenes fue un barrio de quintas. A finales del siglo XIX se lo conocía como "La Humedad" debido a que un ramal del arroyo Seco anegaba los bajos. Los primeros en residir allí fueron mayoritariamente inmigrantes italianos. Alrededor de 1870 una empresa llamada "La Comercial" fraccionó y vendió los lotes de parcelas para comenzar la construcción de viviendas, siendo este el probable origen del nombre actual de la zona.
En la escuela 45, donde estudió el futbolista Luis Suárez, pintaron un mural en su honor.